# 잭 존슨 (아이스하키 선수)
존 조지프 루이스 "잭" 존슨 3세(영어: John Joseph Louis "Jack" Johnson III, 1987년 1월 13일 ~ )는 미국의 아이스하키 선수로 포지션은 수비수이다. 현재 내셔널 하키 리그(NHL)의 뉴욕 레인저스에서 뛰고 있다.